# Chocerady
Chocerady – gmina w Czechach, w powiecie Benešov, w kraju środkowoczeskim. Według danych Czeskiego Urzędu Statystycznego z dnia 1 stycznia 2023 liczyła 1 348 mieszkańców.
W miejscowości jest przystanek kolejowy Chocerady.